# PZL P.8
Le PZL P.8 est un prototype d'avion militaire de l'entre-deux-guerres réalisé en Pologne par PZL.